# カーショー郡 (サウスカロライナ州)
カーショー郡（英: Kershaw County）は、アメリカ合衆国サウスカロライナ州の中央部北に位置する郡である。2010年国勢調査での人口は61,697人であり、2000年の52,647人から17.2%増加した。郡庁所在地はカムデン市（人口6,838人）であり、同郡で人口最大の都市でもある。
カーショー郡はコロンビア大都市圏に属している。

## 歴史
カーショー郡は初期開拓者のジョセフ・カーショー（1727年-1791年）に因んで名付けられた。元々カムデン地区の一部であり、1791年にクレアモント郡（現在は廃郡）、ランカスター郡、フェアフィールド郡、リッチランド郡のそれぞれ一部を合わせて設立された。郡庁所在地はカムデン市であり、サウスカロライナ州の内陸にある都市として最古である。この地域には、1732年頃にチャールストン市から内陸に移動してきたイギリス人交易業者と農夫が入植した。
アメリカ独立戦争のとき、イギリス軍が1780年6月から1781年5月までカムデンを占領した。この地域では1780年4月16日のカムデンの戦いや1781年4月25日のホブカークスヒルの戦いなど、14の戦闘が起きた。
カーショー郡には豊富な軍事史があり、幾人か著名な軍人が出た。南北戦争のときは南軍の将軍として、ジョセフ・ブレバード・カーショー（1822年-1894年）、ジェイムズ・チェスナット（1815年-1885年）、ジェイムズ・キャンティ（1818年-1873年）、ザック・キャンティ・ディース（1819年-1882年）、ジョン・ボードネイブ・ビルピグ（1830年-1862年）、ジョン・ドビー・ケネディ（1840年-1873年）と6人の将軍を輩出した。南軍兵でフレデリックスバーグの戦いの英雄リチャード・ローランド・カークランドもカーショー郡出身であり、カーショー将軍の下に仕えた。北軍ウィリアム・シャーマン将軍の軍隊が1865年2月にカムデン市の一部を焼いた。
第一次世界大戦のとき、1918年10月のフランスでの戦闘で、カーショー郡出身の2名が別々の行動で名誉勲章を授与された。リッチモンド・ホブソン・ヒルトンは1919年10月11日に起きた戦闘での働きで受章したが、ヒルトンはこの戦闘で片腕を失った。ジョン・キャンティ・ビルピグは1918年10月15日の戦闘での働きで受章したが、ビルピグはこの時の傷がもとで数か月後に死亡した。ビルピグは南北戦争のビルピグ将軍の子孫だった。
政治家かつ金融家のバーナード・M・バルーク（1870年-1965年）と労働運動指導者レーン・カークランドがカーショー郡出身であり、またメジャリーグベースボールで最初のアフリカ系アメリカ人選手となったラリー・ドビーも同様だった。元サウスカロライナ州知事ジョン・C・ウェストがカーショー郡の出身である。

## 地理
アメリカ合衆国国勢調査局に拠れば、郡域全面積は740平方マイル (1,916.6 km2)であり、このうち陸地726平方マイル (1,880.3 km2)、水域は14平方マイル (36.3 km2)で水域率は1.89%である。

### 隣接する郡
- ランカスター郡 - 北
- チェスターフィールド郡 - 北東
- ダーリントン郡 - 東
- リー郡 - 南東
- サムター郡 - 南東
- リッチランド郡 - 南西
- フェアフィールド郡 - 西

## 人口動態
以下は2000年国勢調査による人口統計データである。
| 基礎データ - 人口: 52,647人 - 世帯数: 20,188 世帯 - 家族数: 14,918 家族 - 人口密度: 28人/km2（72人/mi2） - 住居数: 22,683軒 - 住居密度: 12軒/km2（31軒/mi2） 人種別人口構成 - 白人: 71.61% - アフリカン・アメリカン: 26.29% - ネイティブ・アメリカン: 0.29% - アジア人: 0.31% - 太平洋諸島系: 0.03% - その他の人種: 0.62% - 混血: 0.84% - ヒスパニック・ラテン系: 1.68% 年齢別人口構成 - 18歳未満: 26.1% - 18-24歳: 7.6% - 25-44歳: 28.8% - 45-64歳: 24.5% - 65歳以上: 12.9% - 年齢の中央値: 37歳 - 性比（女性100人あたり男性の人口） - 総人口: 93.4 - 18歳以上: 90.0 | 世帯と家族（対世帯数） - 18歳未満の子供がいる: 33.7% - 結婚・同居している夫婦: 55.8% - 未婚・離婚・死別女性が世帯主: 13.6% - 非家族世帯: 26.1% - 単身世帯: 22.6% - 65歳以上の老人1人暮らし: 8.9% - 平均構成人数 - 世帯: 2.58人 - 家族: 3.02人 収入と家計 - 収入の中央値 - 世帯: 38,804米ドル - 家族: 44,836米ドル - 性別 - 男性: 32,246米ドル - 女性: 22,714米ドル - 人口1人あたり収入: 18,360米ドル - 貧困線以下 - 対人口: 12.8% - 対家族数: 9.7% - 18歳未満: 16.9% - 65歳以上: 14.1% |

## 都市と町
- カムデン - 郡庁所在地
- アンティオック
- ベチューン
- ボイキン
- カサット
- エルジン
- リバティヒル
- ルゴフ
- ウェストビル

## ギャラリー

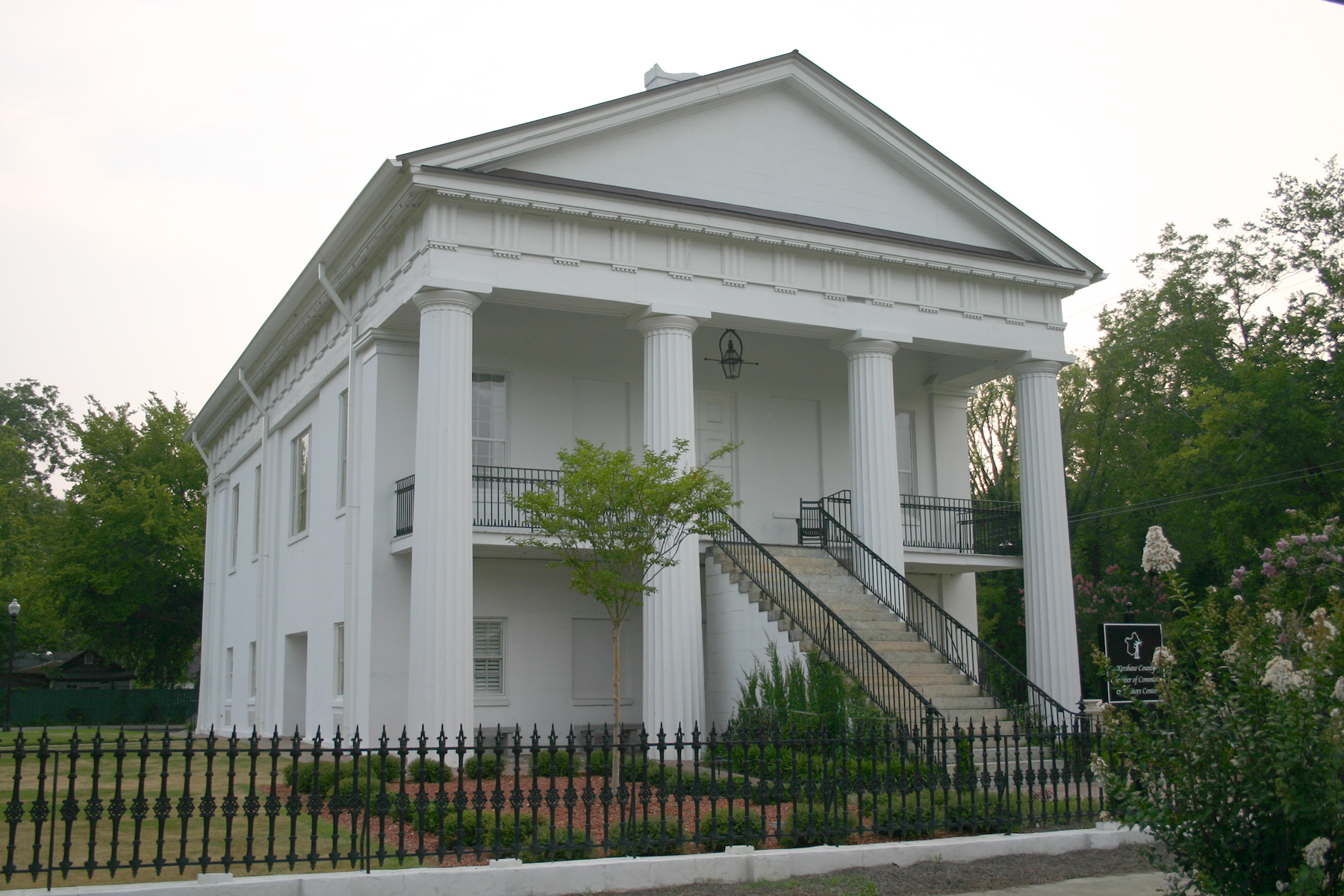
カムデン市にある当初の郡庁舎、ロバート・ミルズが設計し、1827年頃に建設された。現在は商工会議所観光案内所を収める
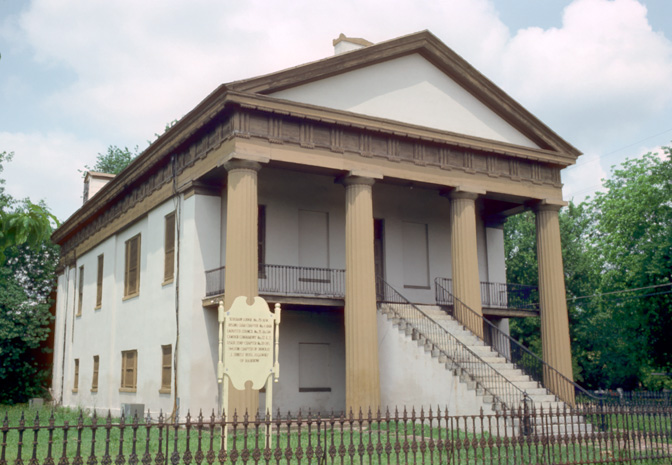
当初の郡庁舎、1978年撮影
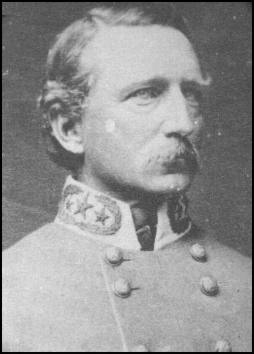
ジョセフ・ブレバード・カーショー